# Monte Arabí
El monte Arabí es una elevación montañosa puntual situada en el municipio de Yecla, perteneciente a la Región de Murcia. Su altitud es de 1068 m s. n. m., y su extensión es relativamente pequeña, no pudiéndose considerar como una sierra. Separado del monte Arabí por un barranco en el extremo oriental se encuentra la loma del Cerro de los Moros o Arabilejo.
Debido a sus restos culturales, a su gran biodiversidad y a su aspecto, el monte Arabí es un destacado enclave arqueológico, biológico y geológico.
El monte Arabí fue declarado Monumento Natural (Decreto n.º 13/2016) el 2 de marzo de 2016.

## Arqueología
En sus faldas hay restos arqueológicos que datan desde el II milenio a. C, hasta la etapa de la romanización.

### El poblado del Arabilejo
Sobre el Arabilejo hay ruinas de un poblado amurallado de la Edad del Bronce. Está presidido por una gran roca con un enorme calderón natural, al que acuden diversos canalillos artificiales.

### Las insculturas del Monte Arabí
Al pie del Arabilejo hay un afloramiento calizo. Sobre este a lo largo de 340 m y unos 25 m de anchura media se suceden más de 50 grupos de petroglifos de cazoletas hemisféricas unidas con y sin finos canalillos serpentiformes, podomorfos y círculos.

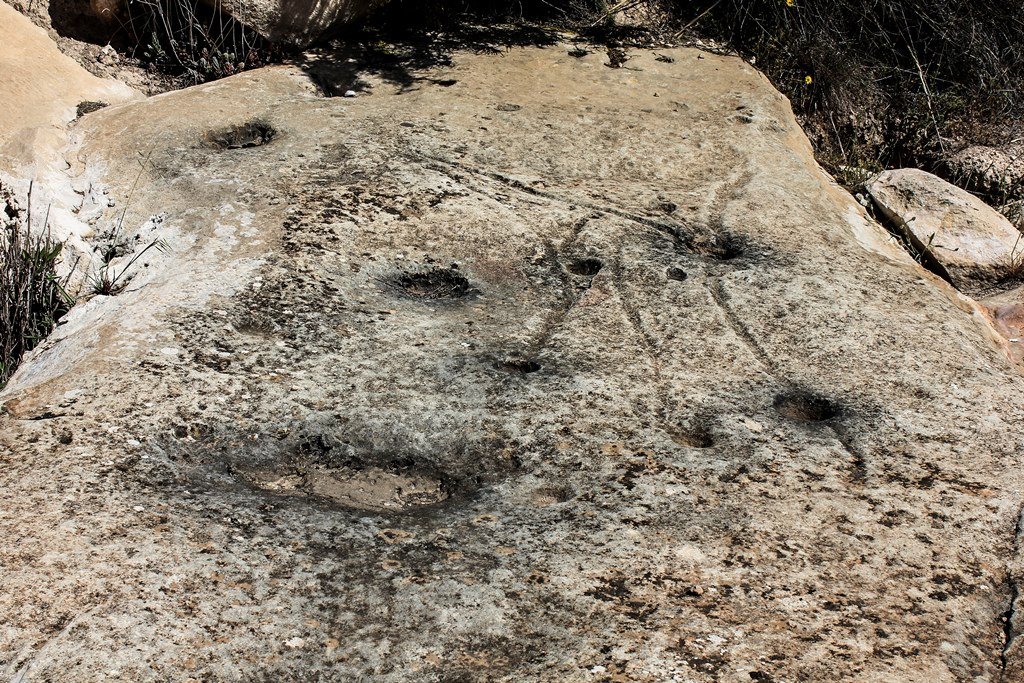
Cazoletas con canalillas
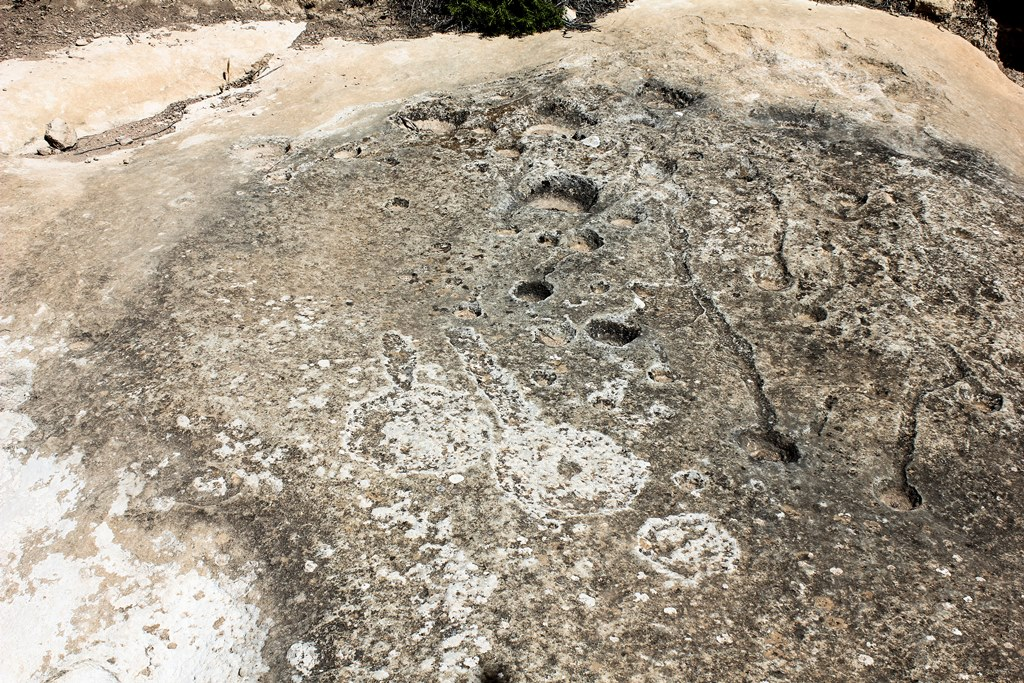
Cazoletas con canalillas y círculos
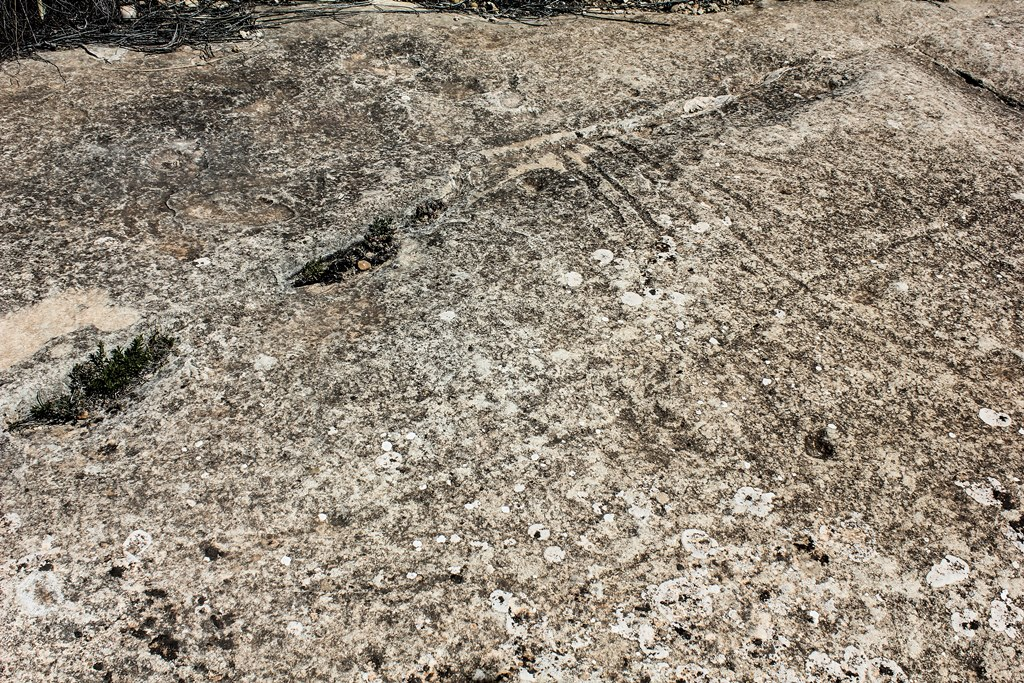
Podomorfos y canalillas

### Las pinturas rupestres del monte Arabí
Pero sin duda alguna, el tesoro más valioso que guarda este espacio natural es el arte prehistórico de los abrigos de Cantos de la Visera y del Mediodía: arte levantino, 10 000 años antes del presente y arte esquemático, 6500 años antes del presente, declarados Patrimonio de la Humanidad por la Unesco en 1998.
Cantos de Visera
Las pinturas rupestres de Cantos de Visera están situadas en dos abrigos rocosos, producto del desprendimiento de los acantilados cercanos.
- Abrigo I

Podemos admirar cuarenta y tres figuras de estilo naturalista, observando la fauna propia de un momento de transición entre el Paleolítico al Neolítico (VI/V milenio a. C.): caballos, bóvidos, cabras y ciervos como animales predominantes. Las pinturas se presentan en tono rojo.
- Abrigo II

El panel muestra ochenta figuras destacando entre ellas las representaciones de toros, caballos, ciervos, cabras y un ave zancuda (Cigüeña o grulla) de estilo naturalista. Junto ellas aparecen figuras esquemáticas: serpentiformes, retículas, líneas quebradas, puntiformes, idolillos oculados. El color utilizado es el rojo como en cantos de Visera I.

### El cerro de los Santos
Además, a unos dos kilómetros del Arabí, ya dentro del municipio de Montealegre del Castillo se encuentra el cerro de los Santos, un importante yacimiento ibero, de donde se extrajeron piezas como la Gran Dama Oferente, similar en época e importancia histórica a las damas de Elche y Baza.
Se habla también de la posibilidad de que alguno de estos poblados de la antigüedad constituyese lo que fue la legendaria ciudad de Eio. Lo cierto es que este monte se encuentra en una encrucijada, lugar de paso y de comunicación entre las distintas zonas del Levante español, prueba de esto es la calzada romana que aún se conserva en las inmediaciones.

## Geología
El monte Arabí destaca del resto de sierras y montañas de los alrededores por su peculiar modelado geológico. El modelado kárstico y la erosión de agua y viento, han configurado cuevas, galerías y formas ciertamente curiosas en sus rocas. Algunas de estas formaciones geológicas son:
- Cueva de "La Horadada", perforada en su techo por la acción erosiva del agua. Está situada en la ladera Noreste.

- "La Puerta de la Iglesia", que es en realidad un acantilado situado en el Norte del monte, en el que la roca tiene una forma que recuerda vagamente a la de la puerta de la Iglesia de la Asunción o Iglesia Vieja de Yecla.

- Cueva ubicada en la parte de arriba de la "Puerta de la Iglesia" con unas preciosas vistas.

- "Cueva del Mediodía", que en el momento en que se cubre totalmente de sombra indica que es mediodía solar. De hecho, los lugareños se guiaban por la sombra de esta cueva para volver a sus casas para comer tras una mañana de trabajo en el campo. Está orientada al Este.

- "Cueva del Tesoro", que es una galería subterránea de entre 50 y 100 metros de largo. Está situada en el sudeste, en la falda del monte, junto a la llamada Casa del Guarda.

- "El cerebro", que es simplemente una zona concreta en la ladera Este en la que la erosión alveolar provocada por el viento es muy pronunciada.

## Flora y fauna
Vegetación: Bosque de pinos carrascos, con algunas encinas y numerosas especies de flora, tales como coscoja, sabina negral, madroño, efedra, espino negro, jara blanca. El dosel vegetal está dominado por el pino carrasco (Pinus halepensis), que se encuentra por todo el monte. Todavía se encuentran encinas, sobre todo en umbrías, a las que acompañan numerosas especies de flora, algunas de ellas endémicas.
Fauna: Numerosas especies de vertebrados e invertebrados. Destacan el escarabajo Ergates faber, lagartija colirroja, salamanquesa común, culebra de herradura, gato montés, zorro, diversas especies de rapaces, córvidos, paloma zurita, roquero solitario, collalba negra, verdecillo y gorrión chillón. También podemos encontrar especies como: águila real, águila culebrera, búho real, jabalí, perdiz, conejos, liebres, blancas, torcaces y muflones.
Además, el paraje sobresale por la elevada riqueza ornítica que cobija, siendo probablemente una de las zonas con mayor diversidad de aves de todo el Altiplano Jumilla-Yecla. 

## Acceso al paraje natural del Monte Arabí
El acceso al monte se realiza por la Ctra. A-18 Yecla-Montealegre del Castillo, tomando a la izquierda un ancho camino de tierra a la altura del kilómetro 15. Tras 1,8 km. por esta pista se coge a la derecha un camino que pasa por la Casa de Vicente y que nos conducirá hasta el monte. También puede accederse por la MU-404 (Yecla-Fuente-Álamo), desviándonos a la altura de la Casa de Don Lucio.

## Leyendas del Monte Arabí
El Monte Arabí aparece en la Guía de la España Mágica y es un lugar cargado de historia; también de dramáticos sucesos (batallas en tiempos de árabes) y otros afirman que el lugar era hace miles un destino de peregrinación de gentes.
Si hay una leyenda realmente conocida y famosa sobre el Arabí es "La Cueva del Tesoro", de la que se dice que tras recorrer una serie de estrechos pasadizos, se llega a una gran puerta custodiada por dos vigilantes armados, tras la cual se encuentra un gran preciado tesoro.  Lo cierto es que hay un relato que se cuenta que ocurrió en el siglo XIX, en el que se narra que llegaron al lugar dos hombres a caballo, pidiendo a los labradores de la zona que cuidaran de las monturas hasta su vuelta. Pasados tres días, los hombres volvieron del monte cargados con unos sacos, cuyo contenido se ignora. Se marcharon, no sin antes agradecer a los labradores su cuidado con unas piezas de oro... 